# Lea T
Lea T, nombre artístico de Leandra Medeiros Cerezo (Belo Horizonte, 19 de febrero de 1980), es una diseñadora de moda y modelo brasileña que se hizo famosa en Europa como una de las estrellas de una campaña de la casa de moda francesa Givenchy, en 2010, y debido a una sesión de fotos desnuda para la edición de agosto de 2010 de la revista francesa Vogue.

## Primeros años
Lea T nació en Belo Horizonte el 19 de febrero de 1981, fruto del primer matrimonio del ex futbolista Toninho Cerezo con Rosa Medeiros. Desde temprana edad, a los trece años, comenzó a percibir una forma de comportarse diferente de las expectativas tradicionales de género, recibiendo comentarios de su madre al respecto. Durante su adolescencia, estudió en un colegio de Italia, donde no encontró mucha tolerancia.
La modelo tiene tres hermanos: Gustavo, Lorena y Luana.

## Carrera
La incursión de Lea en el mundo de la moda se produjo después de que consiguió un trabajo como modelo a través de su amigo estilista Riccardo Tisci, momento en el que se mudó a vivir, trabajar y asistir a la escuela de veterinaria en Milán, Italia.
En enero de 2011, fue portada de la revista británica Love, en la que aparece besando a la modelo Kate Moss. En el mismo mes, vino a Brasil para desfilar como invitada en la Semana de la Moda de São Paulo. El aterrizaje en el aeropuerto fue tumultuoso y bajo fuertes medidas de seguridad. En febrero, fue entrevistada por Oprah Winfrey en el programa de entrevistas estadounidense The Oprah Winfrey Show. El 18 de noviembre realizó un ensayo para la revista Candy, donde aparece vestida de hombre, con traje.
En enero de 2013, la casa de moda italiana Benetton anunció a Lea T, entre otros, como modelo para la campaña primavera/verano del mismo año, como símbolo contra los prejuicios, y también la nombró Embajadora Global de Redken para 2015.
En febrero de 2015, fue elegida por la revista estadounidense Forbes como una de las 12 mujeres que cambiaron la moda italiana. La modelo está en la lista junto a nombres como Miuccia Prada, Anna Dello Russo y Franca Sozzani.

## Vida personal
La modelo afirmó en una entrevista que planea una cirugía de reasignación de sexo, lo que su padre no apoyó. En una entrevista de 2007, Cerezo, quien es padre de cuatro hijos, llegó a decir que solo tuvo tres, y en otra, al ser contactado para comentar sobre la cirugía de reasignación, él colgó el teléfono. La modelo sigue culpando a las raíces religiosas de la familia, que rezaban para que ella fuera, como mucho, gay.
El darse cuenta de que su hija era diferente a los demás nunca pasó desapercibido para Cerezo. Lea cuenta que, en las esporádicas visitas que recibía de su padre, éste le decía que algo “no andaba bien” con ella. Sin embargo, Lea niega sumariamente en entrevistas posteriores que su padre le haya mostrado algún tipo de prejuicio. La modelo llegó a declarar (cuando se le pidió que comparara el prejuicio en Europa con el de Brasil) que en todas partes del mundo hay prejuicio contra las personas trans; y afirmó: “¡Nosotras [las transexuales] somos la basura de la sociedad!».
El 15 de abril de 2011, en una entrevista con el programa Juca Entrevista (del periodista y científico social, Juca Kfouri) en ESPN, Toninho Cerezo habla de las mujeres maravillosas de su vida, y menciona a su hija Lea T, declarando su el respeto por el coraje que ella tuvo para asumir su verdadero género y su amor y orgullo por ella.

## Reconocimiento
Es una de las 100 mejores mujeres de 2020 de la BBC.